# Cercopithecus sclateri
Cercopithecus sclateri là một loài động vật có vú trong họ Cercopithecidae, bộ Linh trưởng. Loài này được Pocock mô tả năm 1904.